# Васил Стефаник
Васил Стефаник (укр. Васи́ль Семе́нович Стефа́ник; Русив, 14. мај 1871 — 7. децембар 1936) био је утицајни украјински модернистички писац, политички активиста и посланик у аустријском парламенту 1908—1918. године.

## Биографија
Рођен је 14. маја 1871. године у селу Русив у породици добростојећег сељака. Првобитно је похађао пољску гимназију у Коломеји одакле је избачен због учешћа у револуционарној групи, па је пребачен у гимназију у Дрогобичу. Студирао је медицину на Универзитету у Кракову од 1892. године. Био је забринут за судбину украјинских имиграната у Канади и често их је помињао у својим списима. Преминуо је 7. децембра 1936. године од упале плућа у свом родном селу Русив. Једна од његових прича Камени крст (касније снимљен филм The Stone Cross) представља извештај о одласку имигранта из села Русив. „Плава књига” је објављена у Украјини 1966. под насловом „Јаворово лишће” у издању које је илустровао Михаил Туровски. Три приче из „Плаве књиге” су биле основа класичног украјинског филма The Stone Cross Осика Леонида из 1968. године. Василу Стефанику је подигнут споменик 1971. поводом 100. годишњице у знак сећања у украјинском селу источно од Едмонтона.